# Bergisches Heimatlied
Das Bergische Heimatlied wird meist als Hymne des Bergischen Landes bezeichnet.
Der Text stammt vom Solinger Rudolf Hartkopf (1859–1944), die Melodie von Caspar Joseph Brambach (1833–1902).

## Geschichte
1892 sollte der Männergesangsverein Solinger Sängerbund 1854 anlässlich eines Besuches des Oberpräsidenten der preußischen Rheinprovinz Berthold von Nasse und des Düsseldorfer Regierungspräsidenten von der Recke in Solingen ein Ständchen bringen. Auf die Bitte, eine das Bergische Land charakterisierende Hymne vorzutragen, erklärte man, dass es ein solches Werk nicht gebe. Angesichts dessen schlug Nasse vor, diesem Mangel durch ein neues Lied abzuhelfen. Rudolf Hartkopf, „Hausdichter“ des Solinger Sängerbundes, setzte sich ans Werk und verfasste im Stil der wilhelminischen Zeit das Bergische Heimatlied, das die Heimat pries. Die Melodie dazu komponierte der ehemalige Bonner städtische Musikdirektor Caspar Josef Brambach.
Erstmals vorgetragen wurde es am 30. Oktober 1892 und fand schnell Verbreitung. Im darauffolgenden Jahr besuchte Nasse Solingen erneut. Stolz präsentierte man ihm das neu entstandene Bergische Heimatlied. Es gefiel dem Gast, doch vermisste er darin den Hinweis, dass in Solingen auch Schwerter geschmiedet wurden und dass die Bergischen Bürger bereit wären, diese für Heimat und Vaterland zu schwingen. Also fügte man einen entsprechenden Text – die Kaiserstrophe - hinzu.
Das Grab des Komponisten befindet sich auf dem Poppelsdorfer Friedhof in Bonn, das des Texters auf dem Evangelischen Friedhof Kasinostraße in Solingen.

## Coverversionen
Willy Schneider hat 1956 eine Coverversion mit den Strophen 1, 4 und 5 eingespielt. Die Solinger Rockband The Lonestars veröffentlichte im Jahre 2005 eine Rock-’n’-Roll-Version des Titels, die in kleiner Auflage auf CD erschien. Diese Version enthält die 1., 2. und 4. Strophe. Für den WDR nahmen auch Die Flöckchen gemeinsam mit Ne Bergische Jung (Willibert Pauels) und dem Büttenredner Doof Noß (Hans Hachenberg) eine Version des Bergischen Heimatlieds neu auf. Eine Version im Swing mit verändertem Text ist bei YouTube zu finden.

## Text
Der Vollständigkeit halber werden nachfolgend alle seinerzeit gedichteten Strophen aufgeführt, auch wenn einzelne davon heute nicht mehr zeitgemäß sind und dementsprechend nicht mehr gesungen werden.
Wo die Wälder noch rauschen, die Nachtigall singt,
die Berge hoch ragen, der Amboss erklingt.
Wo die Quelle noch rinnet aus moosigem Stein,
die Bächlein noch murmeln im blumigen Hain.
Wo im Schatten der Eiche die Wiege mir stand,
|:da ist meine Heimat, mein Bergisches Land.:|
Wo die Wupper wild woget auf steinigem Weg
An Klippen und Klüften sich windet der Steg.
Wo der rauchende Schlot und der Räder Gebraus,
die flammende Esse, der Hämmer Gesaus
Verkünden und rühmen die fleißige Hand:
|:Da ist meine Heimat, mein Bergisches Land.:|
Wo die Schwerter man schmiedet dem Lande zur Wehr,
wo’s singet und klinget dem Höchsten zur Ehr,
wo das Echo der Lieder am Felsen sich bricht,
der Finke laut schmettert im sonnigen Licht,
wo der Handschlag noch gilt als das heiligste Pfand,
|:da ist meine Heimat, mein Bergisches Land.:|
Wo so wunderbar wonnig der Morgen erwacht,
im blühenden Tale das Dörfchen mir lacht,
Wo die Mägdlein so wahr und so treu und so gut,
Ihr Auge so sonnig, so feurig ihr Blut,
Wo noch Liebe und Treue die Herzen verband:
|:Da ist meine Heimat, mein Bergisches Land.:|
Keine Rebe wohl ranket am felsigen Hang,
kein mächtiger Strom fließt die Täler entlang.
Doch die Wälder sie rauschen so heimlich und traut,
ob grünenden Bergen der Himmel sich blaut,
drum bin ich auch weit an dem fernesten Strand:
|:Schlägt mein Herz der Heimat, dem Bergischen Land.:|
Wo den Hammer man schwinget, mit trotziger Kraft,
da schwingt man die Schwerter auch heldenhaft,
wenn das Vaterland ruft, wenn das Kriegswetter braust,
hebt kühn sich zum Streite die bergische Faust,
dem Freunde zum Schutze, dem Feinde zur Schand,
|:mit Gott für den Kaiser, fürs Bergische Land!:|